# Peñamellera Alta
Peñamellera Alta is een gemeente in de Spaanse provincie Asturië in de regio Asturië met een oppervlakte van 92,19 km². Peñamellera Alta telt 533 inwoners (1 januari 2016).

## Demografische ontwikkeling
Bron: INE, 1897-2011: volkstellingen
Opm.: Tot 1897 behoorde Peñamellera Alta tot de gemeente Peñamellera